# Penia
Penia là một chi bọ cánh cứng trong họ 
Elateridae.
Chi này được miêu tả khoa học năm 1838 bởi Laporte.

## Các loài
Các loài trong chi này gồm:
- Penia abscondita Schimmel, 1998
- Penia afonini Schimmel, 1999
- Penia annapurnica Schimmel, 2002
- Penia apicalis Fleutiaux, 1936
- Penia arimotoi Schimmel & Platia, 1992
- Penia atkinsoni Schimmel & Platia, 1991
- Penia babai Kishii, 1994
- Penia bengalensis Schimmel, 2006
- Penia bicolor Fleutiaux, 1936
- Penia bicolorata Schimmel & Platia, 1991
- Penia bimaculatus Schwarz, 1905
- Penia brancuccii Schimmel, 1996
- Penia brevis Candèze, 1863
- Penia canaliculata Candèze, 1863
- Penia candezei Schimmel & Platia, 1992
- Penia castanea Fleutiaux, 1942
- Penia cincta Schimmel & Platia, 1991
- Penia cinctipennis Fleutiaux, 1936
- Penia comosa (Schimmel, 1993)
- Penia concolor Schimmel & Platia, 1991
- Penia costipennis Fleutiaux, 1936
- Penia cruciata Bouwer, 1991
- Penia cruenta Schimmel, 2002
- Penia dieckmanni Schimmel & Platia, 1991
- Penia dolini Schimmel, 1999
- Penia dorsalis Fleutiaux, 1936
- Penia dubia Candèze, 1891
- Penia elliptica Fleutiaux, 1942
- Penia erberi Schimmel, 2006
- Penia eschscholtzi (Hope, 1831)
- Penia falcata Schimmel, 2003
- Penia fastigia Schimmel, 2002
- Penia fengshuiana Schimmel, 2006
- Penia flavolateralis Schimmel, 2002
- Penia foveolata Schimmel, 1998
- Penia fruhstorferi Candèze, 1893
- Penia fulva Candèze, 1865
- Penia gauchoana Schimmel, 2006
- Penia girardi Schimmel & Platia, 1991
- Penia gracilis Candèze, 1863
- Penia guizhouensis Schimmel, 2006
- Penia hayekae Schimmel & Platia, 1991
- Penia hirtella Candèze, 1863
- Penia holzschuhi Schimmel & Platia, 1991
- Penia horrida Schimmel & Platia, 1992
- Penia hubeiana Schimmel, 2003
- Penia impressifrons Schimmel, 1993
- Penia imprimosa Schimmel, 2002
- Penia intermedia Fleutiaux, 1936
- Penia jansoni Schimmel & Platia, 1991
- Penia jendeki Schimmel, 1998
- Penia jowaiensis Schimmel, 1998
- Penia kasantsevi Schimmel, 2002
- Penia kaszabi Dolin & Suzuki, 1987
- Penia kubani Schimmel, 2006
- Penia kucerai Schimmel, 2002
- Penia lateralis Schwarz, 1905
- Penia laticornis Kirsch, 1875
- Penia longicollis Schimmel & Platia, 1991
- Penia longicornis Dolin & Suzuki, 1987
- Penia longipes Candèze, 1863
- Penia longiuscula Schimmel & Platia, 1991
- Penia lushanensis Schimmel, 2006
- Penia malaisei Fleutiaux, 1942
- Penia marginalis Fleutiaux, 1942
- Penia marmorata Schwarz, 1905
- Penia martensi Schimmel & Platia, 1991
- Penia nebrioides Candèze, 1863
- Penia necessa Schimmel, 1998
- Penia nigriceps Fleutiaux, 1936
- Penia nigroantennata Schimmel, 2002
- Penia nobdingensis Schimmel, 1996
- Penia oblonga Schimmel, 1998
- Penia ohirai Dolin & Suzuki, 1987
- Penia omeishanensis Schimmel, 1996
- Penia opatroides Candèze, 1895
- Penia pallida Fleutiaux, 1936
- Penia palpalis Fleutiaux, 1942
- Penia pendleburyi Fleutiaux, 1934
- Penia plagiata Candèze, 1891
- Penia proxima Schimmel & Platia, 1991
- Penia pseudolateralis Schimmel & Platia, 1991
- Penia pseudoplagiata Schimmel & Platia, 1992
- Penia raii Schimmel & Platia, 1991
- Penia recticollis Fleutiaux, 1934
- Penia rubrica Schimmel, 2002
- Penia rugosa Schimmel & Platia, 1991
- Penia rustica Schimmel & Platia, 1991
- Penia sabinae Bouwer, 1991
- Penia sachtlebeni Dolin & Suzuki, 1987
- Penia sausai Schimmel, 1996
- Penia scruposa Schimmel, 2006
- Penia semirubra Schimmel & Platia, 1991
- Penia shaanxiana Schimmel, 2006
- Penia sichuana Schimmel, 2002
- Penia sikkimensis Schimmel, 2006
- Penia similis Schimmel & Platia, 1991
- Penia singularis Schimmel & Platia, 1991
- Penia smetanai Schimmel, 1996
- Penia soricina Candèze, 1863
- Penia stictica Candèze, 1880
- Penia striata Schimmel, 1993
- Penia sucinea Schimmel, 2002
- Penia sulcicollis Fleutiaux, 1942
- Penia suzukii Schimmel & Platia, 1991
- Penia takasago Kishii, 1997
- Penia terrena Schimmel, 1999
- Penia tomentosa Candèze, 1863
- Penia turnai Schimmel, 2003
- Penia wangdiensis Schimmel, 1996
- Penia wittmeri Suzuki & Dolin, 1984
- Penia wudangana Kishii & Jiang, 1996
- Penia yunnana Schimmel, 1993
- Penia zeisingi Schimmel, 2002